# Armel Koulara
Armel N'Dinga Koulara Kwanyéllé (* 15. August 1989 in N’Djamena) ist ein tschadischer Fußballspieler.  Er ist ein Torwart und spielt für die tschadische Nationalmannschaft.
In der Qualifikation zur Weltmeisterschaft 2010 bestritt er sechs Länderspiele.